# سیارک ۹۲۵۵
سیارک ۹۲۵۵ (به انگلیسی: 9255 Inoutadataka، نامگذاری:3174T-1) نه هزار و دویست و پنجاه و پنجمین سیارک کشف شده‌است که در ۲۶ مارس ۱۹۷۱ کشف شد.
قدر مطلق سیارک برابر ۱۳٫۶۰ است.